# Radiogiornale
Il radiogiornale è una trasmissione radiofonica che fornisce informazioni e documentazioni sugli avvenimenti più recenti e di maggiore interesse; tipicamente è trasmesso a ore prestabilite in diverse «edizioni» giornaliere. In ogni emittente radiofonica il radiogiornale è curato da un'apposita redazione.

## In Italia
Tipologie di radiogiornale

- Notiziario classico (nell'ora di punta)
- Notiziario sportivo
- Notiziario economico
- Notiziario flash (meno di tre minuti)
- Rassegna stampa
- Bollettino del traffico
- Bollettino meteorologico e del mare
- Quotazioni di borsa e valute

### Dal 1924 al 1976
In Italia l'esercizio della radiodiffusione circolare fu riservato allo stato dal 1924 al 1976. Il regio decreto-legge 1º maggio 1924 definì i contenuti delle trasmissioni: concerti, teatro, conversazioni, notizie. Lo Stato scelse come società concessionaria del servizio l'Unione radiofonica italiana (URI). L'emittente operò in regime di monopolio.
Nel 1928 l'URI diventa Ente Italiano Audizioni Radiofoniche (EIAR), il quale realizza l'anno dopo il primo radiogiornale. Il primo notiziario EIAR viene trasmesso il 7 gennaio 1929 da Roma. Si tratta di un semplice bollettino, letto da una gradevole voce femminile. Ad ottobre 1929 viene creata la prima redazione del notiziario, a Milano, sotto la direzione di Pio Casali (giornalista proveniente dal «Resto del Carlino»). Dal 15 giugno 1930 il notiziario prende il nome Giornale Radio. Successivamente viene fondata una redazione anche a Roma. Nella capitale Casali è affiancato da Antonio Piccone Stella in qualità di redattore capo. Inizialmente le notizie vengono fornite esclusivamente dall'Agenzia Stefani (l'agenzia di stampa ufficiale), diretta da Giovanni Cappelletto. Il radiogiornale viene trasmesso in tre edizioni quotidiane.
Tra il 1931 e il 1934 si realizzano i primi cambiamenti: vanno al microfono anche voci maschili e nasce la cronaca dal vivo. Le edizioni quotidiane diventano sei, per un totale di cento minuti ogni 24 ore. Le fonti d'informazione sono soprattutto interne. Oltre ad avvalersi del servizio della Stefani, infatti, l'Eiar disponeva di una fitta rete di corrispondenti ed inviati creata in proprio. Nonostante il palese controllo politico, il radiogiornale italiano diventa uno degli esempi più riusciti d'informazione radiofonica. Nel 1935 le redazioni vengono riunificate a Roma, sotto il coordinamento di Antonio Piccone Stella. Alle tre edizioni già esistenti vengono aggiunte due nuove edizioni meridiane. Nello stesso periodo gli italiani ascoltano le prime radiocronache, nuova forma di comunicazione attraverso la quale l'Eiar copre gli avvenimenti più importanti della vita pubblica nel momento stesso in cui si svolgono.
Nel 1948 Antonio Piccone Stella, all'epoca direttore centrale dei servizi giornalistici della RAI, scrive una Guida pratica per quelli che parlano alla radio e per quelli che l'ascoltano. Il vademecum è considerato una summa del linguaggio giornalistico radio-televisivo, diventando il libro di riferimento per i professionisti dei due media. Su di esso si sono formati molti grandi giornalisti della radio e della televisione pubblica italiane. 
Nel 1951 la dirigenza decide la ristrutturazione dei programmi. Nascono i tre Programmi Nazionali. Il radiogiornale del Secondo Programma è concepito secondo un nuovo formato, all'epoca sperimentale. Viene realizzato un notiziario della durata di mezz'ora (20-20,30), che prende il nome di Radiosera (novembre 1951). Tra le novità, ogni sezione del radiogiornale è annunciata da una sigla musicale. Redattore capo è Italo Neri. Se è vero che la radio e la televisione hanno contribuito ad unificare linguisticamente l'Italia, parte del merito va ai giornalisti che hanno fatto l'informazione Rai.
Nel 1975 è approvata la legge di Riforma della RAI. Tra i principi cardine, il raggiungimento di un effettivo pluralismo all'interno dell'azienda pubblica.
Viene ridisegnato il rapporto tra rete e testata giornalistica, abbandonando il modello centralizzato in favore dell'autonomia. Nascono tre Giornali radio, uno per rete.

### Dal 1976 ad oggi
Con la sentenza della Corte Costituzionale del 28 luglio 1976, viene messa la parola fine al centralismo dell'azienda di stato. Si apre una nuova era in cui l'ente pubblico si deve confrontare con i diversi soggetti privati presenti sul mercato. Grazie alla libertà d'antenna, emergono in pochi anni centinaia di radio libere. La maggior parte esse trasmette esclusivamente musica, non avendo i mezzi per attaccare la Rai in un campo (quello dell'informazione) in cui l'ente pubblico opera da svariati decenni. Alcune emittenti scelgono la strada della Controinformazione, per offrire notizie che altrimenti non si sarebbero potute ascoltare dall'informazione “ufficiale”. Succede anche che gruppi di giornalisti di formazione Rai escano dall'azienda pubblica per continuare il loro lavoro in una realtà privata, dove si sentono più liberi. Tra essi, Mario Luzzatto Fegiz. Tra la fine del 1975 e l'inizio del 1976 nasce a Roma «Radio Radicale». Essa si caratterizza, oltre a fornire informazione non allineata a quella ufficiale, per la trasmissione in diretta delle sedute del Parlamento, di tutti i congressi di partito e delle udienze dei principali processi.
Negli anni ottanta le novità in campo tecnologico (nuove tecniche di registrazione, migliore qualità del suono stereofonico, ecc.) superano di gran lunga quelle di contenuto. Per realizzare un'offerta adeguata alle nuove esigenze del pubblico, il mezzo radiofonico si affina proponendo un'offerta più articolata e aggiornata.
Quanto alla Rai, nel 1987 nasce la Testata Giornalistica Regionale, che offre radiogiornali per ogni regione italiana, con notizie prodotte in proprio sui fatti principali avvenuti nel territorio di riferimento.
Nel giro di pochi anni, tra il 1996 e il 1999, tutti i notiziari radiofonici diventano disponibili su internet (il Giornale Radio Rai sbarca sulla rete il 19 febbraio 1996).
Nel 1998 nasce un nuovo canale Rai, «GR Parlamento», che trasmette in diretta le sedute delle due Camere nonché i lavori delle commissioni parlamentari. L'organizzazione attuale della RAI mantiene l'unità dell'azienda concessionaria articolandola all'interno in un sistema di autonomie tra radiogiornali e reti radiofoniche. Nell'ambito della programmazione giornaliera, i notiziari occupano il 15% delle ore dedicate al parlato. I servizi giornalistici vengono prodotti quasi completamente con personale e mezzi interni.
Il panorama dell'informazione radiofonica si è arricchito nel 1999 con la nascita di «Radio 24», emittente che trasmette esclusivamente notiziari e programmi di approfondimento. Con la diffusione dei telefonini di nuova generazione, negli anni Duemila, è aumentata l'offerta di notiziari tematici riservati al pubblico in mobilità. I settori prevalenti sono: meteorologia, traffico e borsa.